# 地域活動支援センター
地域活動支援センター（ちいきかつどうしえんセンター）とは、障害者総合支援法を根拠とする、障害によって働く事が困難な障害者の日中の活動をサポートする福祉施設（市町村が行う地域生活支援事業）である。略して地活（ちかつ）と呼ばれている。その目的によってI型、II型、III型に分かれる。
市町村以外の者が設置する場合には、市町村へ届出が必要になる（障害者総合支援法79条）。

## 基本事業
地域の実情に応じ、支援が必要な障碍者等の利用者に対し創作的活動、生産活動の機会を提供し、地域社会や人々との交流を支援する。
基礎的事業については、地方交付税からの予算で行う。

## 事業種別
機能強化を図るため人員を追加し機能訓練等の追加サービスを行う事業者を、３つの種別に分ける。
機能強化事業の予算については、国庫補助を実施する。

### I型
精神保健福祉士などの専門職員を配置し、医療・福祉及び地域の社会基盤との連携強化のための調整、地域住民ボランティアの育成、障害に対する理解促進のための普及啓発活動等を行う。
併せて、相談支援事業を実施あるいは受託していなければならない。
想定利用者数は、1日あたり概ね20名以上。

### II型
作業療法士などの専門職員を配置し、雇用・就労が困難な在宅障害者に対し、機能訓練、社会適応訓練、入浴等のサービスを提供し、また介護方法についての指導を行う。
想定利用者数は、1日あたり概ね15名以上。

### III型
旧・共同作業所。
地域の障害者のための援護対策として、地域の障害者団体が実施する通所による援護事業(小規模作業所)の実績を概ね5年以上有し、安定的な運営が図られている事業所。
想定利用者数は、1日あたり概ね10名以上。